# 萊克普萊森特鎮區 (明尼蘇達州紅湖縣)
萊克普萊森特鎮區（英語：Lake Pleasant Township）是位於美國明尼蘇達州紅湖縣的一個行政鎮區。

## 地方資料
萊克普萊森特鎮區的面積為93.17平方千米，皆為陸地。根據2020年美國人口普查的數據，當地共有人口104人，而人口密度為每平方千米1.12人。